# Mkola
Mkola ist ein Verwaltungsbezirk (Ward) des Distriktes Chunya in der tansanischen Region Mbeya.

## Geografie
Mkola liegt im Südwesten von Tansania etwa 30 Kilometer östlich vom Rukwasee. Der Bezirk hat eine Fläche von 239,8 Quadratkilometern und bei der Volkszählung 2022 lebten hier 13.611 Menschen in 3329 Haushalten.

## Gliederung
Der Bezirk besteht aus fünf Orten (Kitongoji):
- Mkola
- Gepu
- Malangamilo
- Iringa
- Ujerumani

## Wirtschaft und Infrastruktur
- Gesundheit: Die staatliche Apotheke bietet ambulante Behandlungen mit den Schwerpunkten Malaria, HIV und Mutter-Kind-Pflege.[7]
- Verkehr: Durch den Bezirk verläuft die nicht asphaltierte Nationalstraße T8 von der Regionshauptstadt Mbeya im Süden nach Singida im Norden.[8]